# Phlegetonia praetexta
Phlegetonia praetexta là một loài bướm đêm trong họ Noctuidae.